# (3952) Russellmark
(3952) Russellmark est un astéroïde de la ceinture principale.

## Description
(3952) Russellmark est un astéroïde de la ceinture principale. Il fut découvert le 14 mars 1986 à Smolyan par l'observatoire national de Bulgarie. Il présente une orbite caractérisée par un demi-grand axe de 2,39 UA, une excentricité de 0,15 et une inclinaison de 2,0° par rapport à l'écliptique.

## Compléments